# ジーン・R・プレストン
ジーン・ルーズ・プレストン（英語: Jean Rouse Preston、1935年5月25日 - 2013年1月10日）は、アメリカ合衆国の政治家。ノースカロライナ州下院で7期、ノースカロライナ州上院で3期と、計20年以上の間ノースカロライナ州議会議員を務めた。共和党の地区党員集会では会長として出席し、カータレット郡などが含まれる選挙区2区で長らく選出されてきたが、2012年に議員辞職した。また、教育・高等教育委員会および歳出教育・高等教育委員会の共同議長も務めていた。元々はノースカロライナ州エメラルドアイルの元教育者であった。2013年に死去。享年77歳。

## 生い立ちと教育
プレストンは1935年5月25日、ノースカロライナ州スノーヒルで生まれた。両親はマービン・ウェイン・ラウスとエマ・メイ・カーニー（旧姓）。1953年にスノーヒル高校を卒業後、フローラ・マクドナルド・カレッジに数年間通い、1957年にイースト・カロライナ大学でビジネス教育の学士号を取得して卒業した。その後再度イースト・カロライナ大学で、1973年に教育学修士号を取得した。